# ギンケイ
ギンケイ（銀鶏、学名：Chrysolophus amherstiae）は、キジ目キジ科に分類される鳥類の一種である。

## 形態
全長はオスで1.2～1.5mと大型だが、その半分以上が長い尾羽で占められる。メスは50～70cmほど。オスは緑と白を基調とした派手な色彩をしている。赤い冠羽と、襟首の日本兜のしころ状を呈する白と黒の飾り羽が特徴。メスは他種のキジ類同様、比較的地味である。

## 分布
主に中国南西部からチベット、ミャンマー北部にかけて分布しており、標高の高い山岳地帯の薮や竹林に生息している。
キンケイとの雑種が多い。